# Eria subclausa
Eria subclausa är en orkidéart som beskrevs av Rudolf Schlechter. Eria subclausa ingår i släktet Eria och familjen orkidéer. Inga underarter finns listade i Catalogue of Life.